# Банников, Александр Петрович
Алекса́ндр Петро́вич Ба́нников (12 июля 1895, Казань — 13 апреля 1932, Москва) — советский хозяйственный деятель, председатель Пермского губернского Совета народного хозяйства (1923), председатель Нижне-Тагильского (1923—1924) и Тюменского (1924—1926) окружных исполнительных комитетов Уральской области, директор строительства Уральского завода тяжёлого машиностроения (1926—1932).

## Биография
Родился в семье машиниста железнодорожной водокачки станции Глазов Пермской железной дороги.
Окончил 6 классов гимназии в Глазове (исключен из 7-го класса из-за конфликта со священником Никольским). Пробовал поступить в Вятскую гимназию, но получил отказ.
В 1912 году приехал в Пермь, учился на горнозаводском отделении Пермского реального училища, которое окончил в 1916 году. и в Виленском военном училище.
В 1915 году был мобилизован в армию, в которой прослужил до 1917 года.
После Октябрьской революции Пермским советом назначен председателем Пермского штаба Красной гвардии, воевал на Дутовском фронте в качестве помощника командира добровольческого полка вместе с отрядом Толмачева.
По болезни эвакуирован в город Оса. В 1918 году вступил в ВКП(б). Занимал посты военкома в Осе, помощника военкома, руководителя губвоенкома в Перми, Уфе, Бирске.
В 1923 году избирается председателем Пермского губисполкома, Тюменского и Тагильского окружных исполкомов. Избирался членом ВЦИК и ЦИК СССР.
В 1923 году получил специальность инженера-металлурга в Пермском металлургическом институте.
В октябре 1926 года был переведён на работу в Уралгипромез для участия в проектировании Уральского завода тяжёлого машиностроения. 7 декабря того же года был назначен руководителем Уралмашиностроя — организации, осуществлявшей строительство завода и прилегающего посёлка. 15 июля 1928 года возглавил церемонию закладки первого цеха завода.
В своей деятельности использовал личные качества для организации строительства, по долгу службы часто бывал в Москве, где лоббировал новые проекты завода.
В начале 1932 года одновременно работал и управляющим Востокосоюзстроя.
Скончался 13 апреля 1932 года в 20.00 в Кремлевской больнице во время очередной командировки в Москву. Биографы подчёркивают, что смерть была неестественно скоропостижной для лейкоза.
Был кремирован в Москве, прах доставлен в Свердловск 19 апреля и похоронен 20 апреля перед проходной завода в усыпальнице из чёрного мрамора. Урна с прахом Банникова несколько дней стояла в зале фабрично-заводского обучения, рабочие и инженеры завода несли почётную вахту около неё.
В начале 1950-х годов году в связи с началом возведения на площади 1-й Пятилетки памятника Серго Орджоникидзе усыпальница Банникова была разобрана, а прах был перенесён к зданию центральной заводской лаборатории, где была установлена стела.
По указу Президента России от 5 мая 1997 № 452 местом мавзолея Банникова определена площадь Первой пятилетки.

## Память
- Именем Банникова названа улица недалеко от проходной Уралмаша[13], на этой улице позже жил другой директор завода — Борис Глебович Музруков.
- Художественный фильм-драма «Тем кто останется жить» (1982). Фильм был снят к 50-летию завода. Через судьбу его первого директора Александра Банникова показана история строительства и становления завода «Уралмаш».
- Бусыгин А. И. Первый директор. — Свердловск: Средне-Уральское книжное издательство, 1977. — 112 с.